# Tripneustes
A Tripneustes a tengerisünök (Echinoidea) osztályának Camarodonta rendjébe, ezen belül a Toxopneustidae családjába tartozó nem.

## Rendszerezés
A nembe az alábbi 3 élő faj és 2 fosszilis faj tartozik:
- Tripneustes depressus A. Agassiz, 1863
- Tripneustes gratilla (Linnaeus, 1758)
- †Tripneustes magnificus Nisiyama, 1966 - kora miocén
- †Tripneustes tobleri Jeannet, 1928 - középső miocén
- Tripneustes ventricosus (Lamarck, 1816) - típusfaj; középső miocén - jelen

Korábban még 14 másik taxonnév is idetartozott, azonban a kutatásoknak köszönhetően azok a nevek, a fenti elfogadott fajok szinonimáinak bizonyultak.